# Microzoanthidae
Microzoanthidae is een familie van neteldieren uit de klasse van de Anthozoa (bloemdieren). 

## Geslacht
- Microzoanthus Fujii & Reimer, 2011